# Scoliocentra villosa
Scoliocentra villosa – gatunek muchówki z rodziny błotniszkowatych i podrodziny Heleomyzinae.
Gatunek ten opisany został w 1830 roku przez Johanna Wilhelma Meigena jako Helomyza villosa.
Muchówka o ciele długości od 5,5 do 10 mm. Tułów jej cechuje się obecnością szczecinek na propleurach, zwykle jedną parą szczecinek na przedpiersiu, owłosionymi mezopleurami i licznymi włoskami u nasady tylnych szczecinek notopleuralnych.

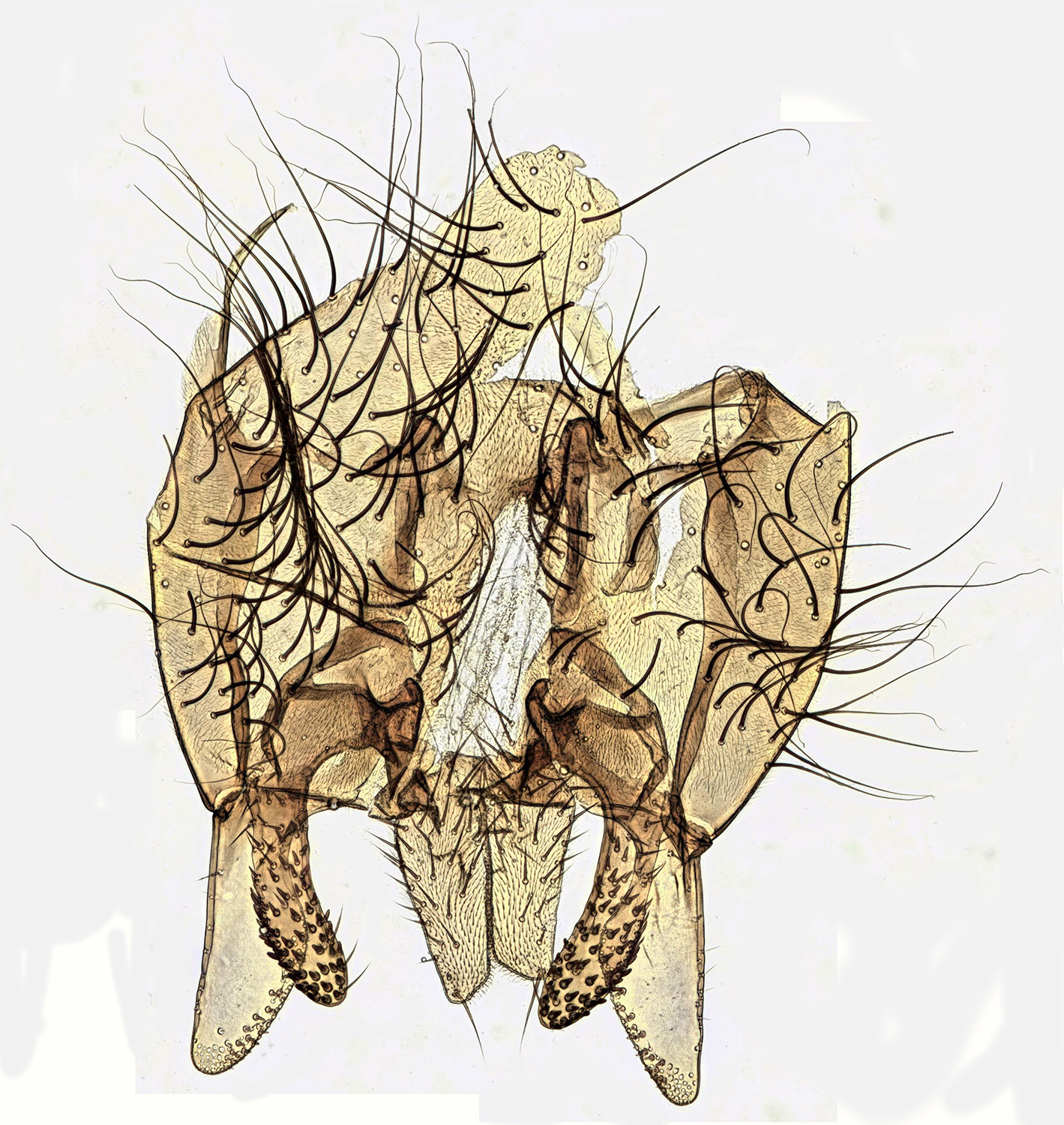
Genitalia samca

Owady dorosłe jak i saprofagiczne larwy tego gatunku spotyka się w norach i jaskiniach.
Owad znany z Irlandii, Wielkiej Brytanii, Francji, Belgii, Holandii, Niemiec, Danii, Szwecji, Norwegii, Finlandii, Szwajcarii, Austrii, Polski, Łotwy, Estonii, Białorusi, Czech, Słowacji, Węgier i Rosji przez Syberię po Daleki Wschód.